# Chih-Wei Hu
Chih-Wei Hu (né le 4 novembre 1993 à Taichung, Taïwan) est un lanceur droitier des Rays de Tampa Bay de la Ligue majeure de baseball.

## Carrière
Chih-Wei Hu signe un premier contrat professionnel pour 220 000 dollars US avec les Twins du Minnesota en 2012. Il fait ses débuts à l'âge de 19 ans dans les ligues mineures, aux États-Unis, avec des clubs affiliés aux Twins en 2013.
Le 31 juillet 2015, Minnesota échange aux Rays de Tampa Bay Chih-Wei Hu et le lanceur droitier des ligues mineures Alexis Tapia en retour du lanceur de relève droitier Kevin Jepsen.
Chih-Wei Hu fait ses débuts dans le baseball majeur avec les Rays de Tampa Bay le 24 avril 2017.